# Lathrolestes moravicus
Lathrolestes moravicus är en stekelart som först beskrevs av Heinrich Habermehl 1923.
Lathrolestes moravicus ingår i släktet Lathrolestes och familjen brokparasitsteklar. Inga underarter finns listade i Catalogue of Life.